# Dødssjødno
Koordinaten: 58° 49′ 39,8″ N, 5° 33′ 12,4″ O
Dødssjødno ist ein Treudd (norwegisch Treodde, eine dreiarmige Steinsetzung) in Sola bei Stavanger in der Fylke Rogaland in Norwegen. Dødssnødno liegt meernah, westlich von Sele, auf einem flachen Feld. Treudds sind in Norwegen (150), im Gegensatz zu Schweden (2800), nicht häufig.

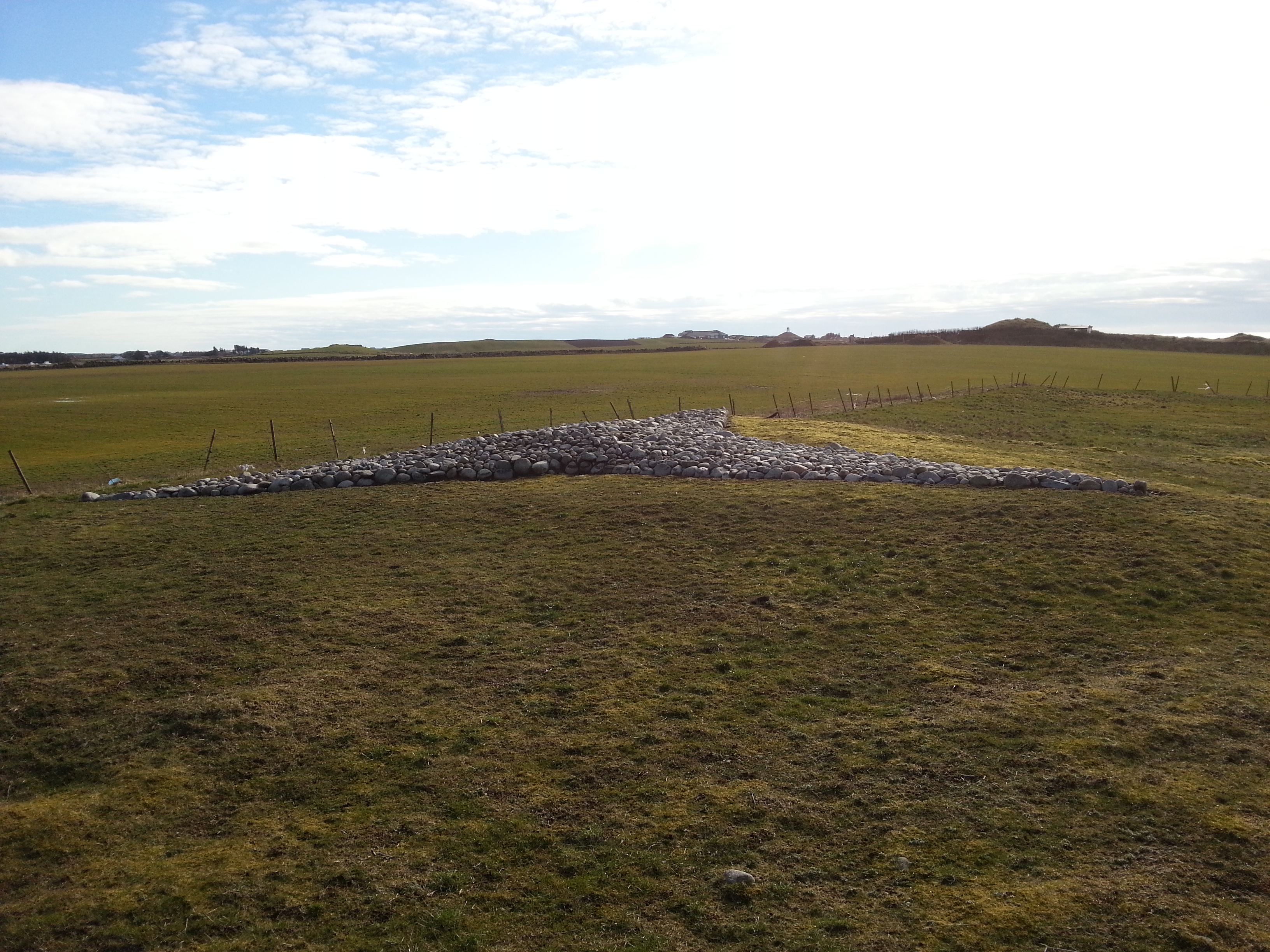
Dødssjødno, 2015

Der Treudd Dødsjødno ist etwa 0,5 Meter hoch und besteht aus Rollsteinen, die wie ein dreiarmiger Stern angeordnet sind. Die Arme sind jeweils etwa 10 Meter lang und zeigen in nordnordwestliche, südsüdwestliche und östliche Richtung. Die äußeren Endsteine der drei Arme sind ein wenig höher als der Rest.
Der Treudd wurde 1935 rekonstruiert, so dass Details seiner ursprünglichen Form unklar sind, aber die höheren Steine an den Endpunkten sind wahrscheinlich epigonal. Der schwedische Archäologe Anders Andrén stellte im Jahre 2002 die Idee vor, dass derartige Anlagen die Weltesche Yggdrasil mit ihren drei Wurzeln symbolisieren. Die Esche ist der heiligste Ort der nordischen Mythologie.
Dieser Treudd wurde nicht ausgegraben, aber in einem Steinhügel in Karmøy wurde eine Bestattung aus der Zeit um 300 n. Chr. gefunden, in einem anderen auf dem Gräberfeld von Kvassheim in Hå fand man eine auf 700 n. Chr. datierte. Man nimmt an, dass Dødsjødno vom Ende der älteren Eisenzeit (500 bis 600 n. Chr.) stammt
Dødsjødno ist nicht der einzige Cairn in der Gegend, nur 20 Meter nordöstlich ist liegt eine Röse, von etwa 11,0 Meter Durchmesser und 2,5 Meter Höhe und einem kleinen Krater, der in seine Spitze gegraben wurde.
In der Nähe liegen der Rægehaugen und die Domsteinane.